# موتورسیکلت (فیلم)
موتورسیکلت (چکی: Pětistovka) فیلمی در ژانر درام به کارگردانی مارتین فریچ است که در سال ۱۹۴۹ میلادی در چکسلواکی منتشر شد.